# Ehemalige Offiziersmesse der belgischen Armee

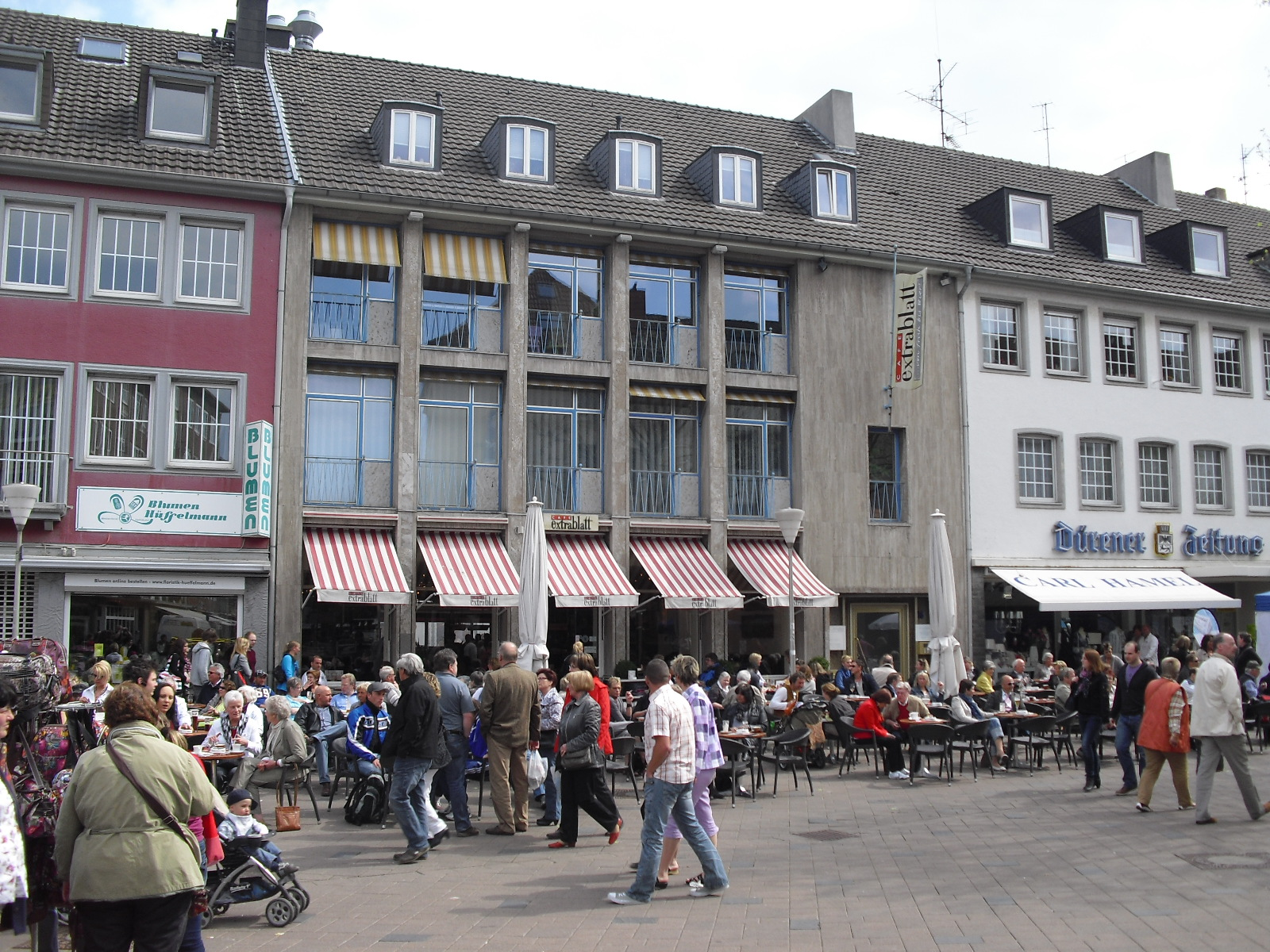
Das Gebäude

Die ehemalige Offiziersmesse der belgischen Armee befindet sich in Düren in Nordrhein-Westfalen. 
Das Gebäude steht am Markt 16 und wird seit vielen Jahren gastronomisch genutzt, derzeit (2011) von der Systemgastronomie Cafe Extrablatt. Bis in die 1970er Jahre war Düren die größte belgische Garnison im Ausland. Das Haus wurde als Offiziersmesse für die belgischen Armeeangehörigen erbaut. Vor dem Zweiten Weltkrieg stand an dieser Stelle das Gasthaus Zum Goldenen Stör, das beim Luftangriff vom 16. November 1944 völlig zerstört wurde.
Das Haus wurde im Jahre 1952 durch den Dürener Architekten Benno Sommer geplant und erbaut. Das dreigeschossige traufständige Gebäude hat ein Satteldach. Die gerastete Fassade ist aus Muschelkalk hergestellt und hat fünf Fensterachsen. Seitlich steht ein Risalit mit Eingang. Die gegliederten Stahlfenster sind asymmetrisch. 
Das Bauwerk ist unter Nr. 1/107 in die Denkmalliste der Stadt Düren eingetragen.